# Eise Eisinga
Eise Eisinga   (Dronryp, 21 de febrer de 1744 - Franeker, 27 d'agost de 1828) fou un astrònom frisià que va construir el Planetari Eise Eisinga en la seva casa a Franeker, província de Frísia a les Províncies Unides. El planetari encara existeix i és el funcionament sent el planetari més antic en actiu en el món.

## Biografia
Eise Jeltes Eisinga va néixer el 21 de febrer de 1744 en Dronrijp en la República holandesa. Era el fill de Jelte Eises d'Oosterlittens, paraire, i de Hitje Steffens de Winsum.
Tot i que Eisinga era moderadament dotat, no li va ser permès anar a escola. Quan tenia només 17 anys va publicar un llibre sobre els principis d'astronomia. Eisinga es va convertir en un paraire de Franeker, Països Baixos. De manera autodidàctica va aprendre matemàtiques i astronomia, que també va estudiar a la Acadèmia Franeker. A l'edat de 24 anys es va casar amb Pietje Jacobs (? – 24 juliol 1788) i van tenir tres nens, una noia i dos nois: Trijntje (1773-1773); Jelte (1774-1809); i Jacobus (1784-1858).
A causa d'una crisi política el 1787, va haver de marxar de Frísia i va anar a Alemanya. Més tard es va traslladar a Visvliet on va treballar com a cardador de llana. Li van prohibir anar a Frísia durant cinc anys i, per tant, es va quedar a Visvliet, a l'altre costat de la frontera a Groningen.
Mentrestant la seva muller va morir i, el 27 de maig de 1792, es va casar amb Trijntje Eelkes Sikkema (21 febrer 1764) a Visvliet. Van tenir un fill i dues filles: Eelke (1793-1795); Hittje (1796-1843); Minke (1798-1870). El 1795 va retornar a Franeker. Eisinga es va convertir en professor de la Acadèmia Franeker, fins que el 1811 Napoleó el va empresonar. Va morir el 27 d'agost de 1828, a l'edat de 84 anys, a Franeker.

## Planetari
El 8 de maig de 1774 una conjunció de la lluna i els planetes Mercuri, Venus, Mart i Jupiter estava prevista que apareguès. El reverend Eelco Alta, de Boazum, Països Baixos, va publicar un llibre en el que va interpretar aquest fet com el retorn dels planetes al seu estat el dia de la creació segons el Gènesi i una ocasió probable per l'Harmagedon. Eelco Alta va pronosticar que els planetes i la lluna col·lidirien, amb el resultat que la terra seria empesa fora de la seva òrbita i cremada pel sol. A causa d'aquesta predicció es va produir molt pànic a Friesland.
Des d'un punt de vista canònic es creia que Eisinga va decidir construir un planetari en la sala d'estar de casa seva per provar que no hi havia cap raó pel pànic. Ell esperava acabar-lo en sis mesos però finalment el va acabar l'any 1781, set anys després de començar-lo. Durant el mateix any Urà va ser descobert, però no hi havia habitació per aquest planeta en el sostre de la seva sala d'estar, on el planetari va ser ubicat. Tanmateix, la recerca recent indica que aquesta cadena de causalitat és dubtosa, no en l'últim lloc perquè Eisinga sembla haver començat la construcció abans de la publicació del llibre d'Eelco Alta.
La construcció del planetari va estalviar a Eijsinga molt de temps, atès que ja no era necessari calcular les respectives posicions dels planetes a mà. El 30 de juny de 1818 Guillem I dels Països Baixos i el Princep Frederik van visitar el planetari. El rei Guillem el va comprar per l'estat Neerlandès. El 1859 el planetari va ser donat per l'estat Neerlandès a la ciutat de Franeker.

## Reconeixement
Eisinga va ser premiat com a ciutadà honorari de Franeker. El carrer del seu planetari va ser rebatejat com "Eise Eisingastraat". El 5 de maig de 1994 es va emetre un segell de 80 cèntims per l'oficina de correu per celebrar el seu 250è aniversari. El 2006 el planetari va obtenir el permís per utilitzar el títol "Reial". També el 2006 Eise Eisinga va ser inclòs en el Cànon d'Història holandesa que és ensenyada en les escoles dels Països Baixos.

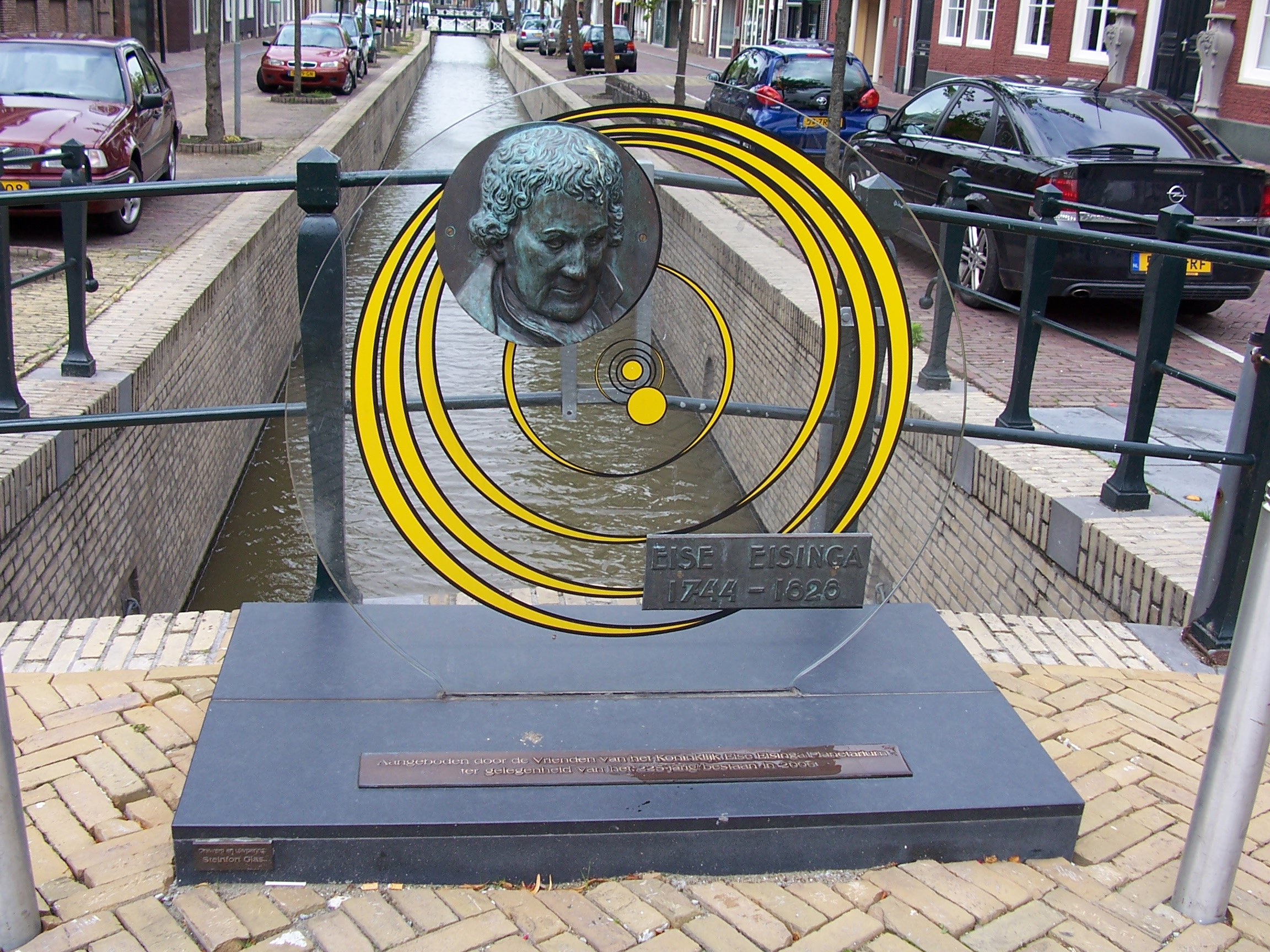
Monument a Eise Eisinga
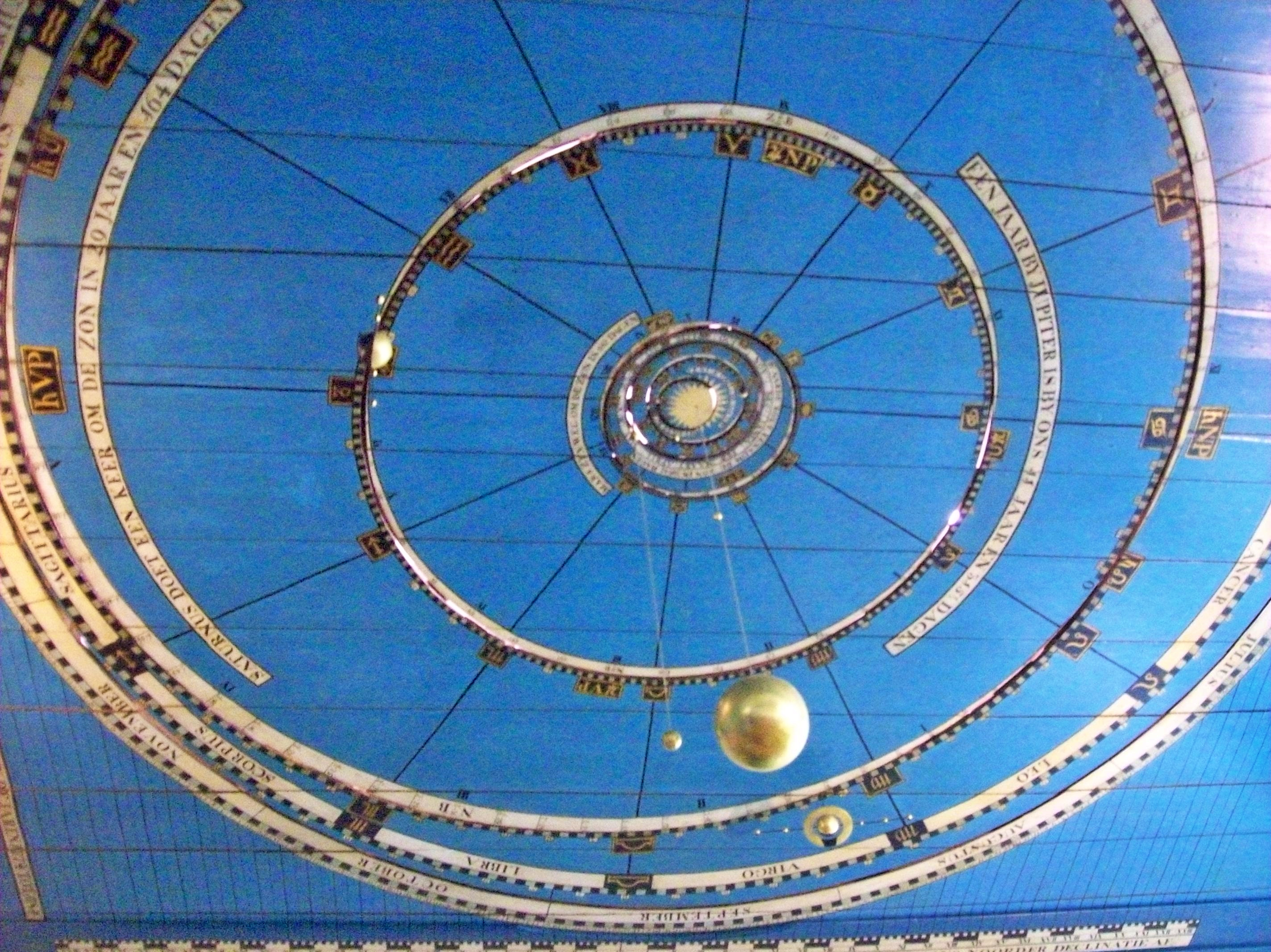
El planetari el va construir a la sala d'estar de casa seva
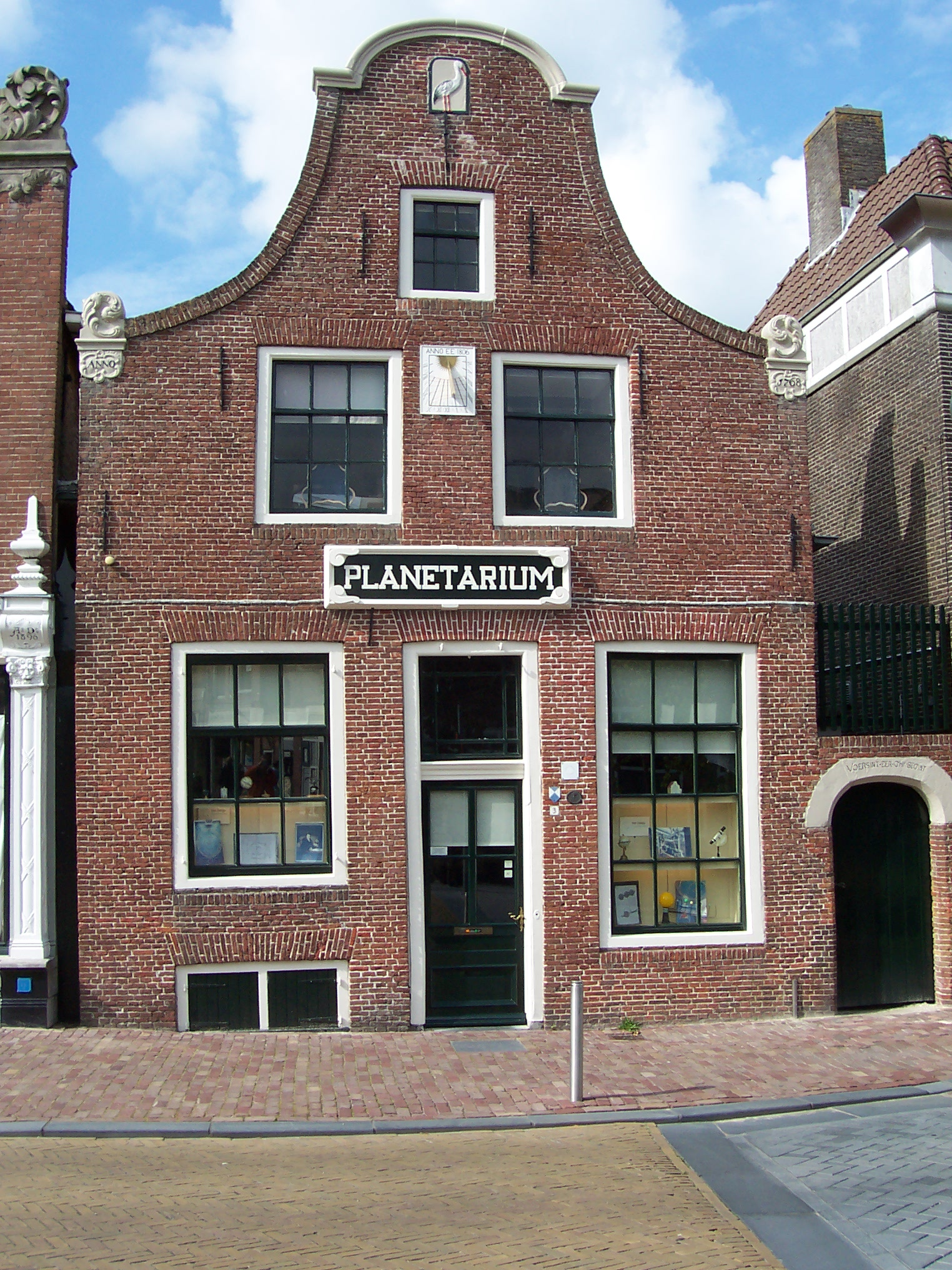
El planetari de Franeker